# Helmut Merklein
Helmut Merklein (* 17. September 1940 in Aub (Unterfranken); † 30. September 1999 in Adendorf) war ein deutscher katholischer Theologe.

## Leben
Nach dem Studium der Katholischen Theologie an der Philosophisch-theologischen Hochschule Bamberg wurde er 1965 zum Priester der Erzdiözese Bamberg geweiht. Anschließend war er drei Jahre als Kaplan in Rehau tätig. 1968 begann er  an der Julius-Maximilians-Universität Würzburg ein Promotionsstudium und wurde 1972 bei Rudolf Schnackenburg mit einer Dissertation zum Thema „Das kirchliche Amt nach dem Epheserbrief“ zum Dr. theol. promoviert. Von 1972 bis 1977 war er wissenschaftlicher Assistent von Rudolf Schnackenburg in Würzburg, wo er sich 1976 habilitierte. Seine Habilitationsschrift trug den Titel „Die Gottesherrschaft als Handlungsprinzip. Eine Untersuchung zur Ethik Jesu“. Von 1977 bis 1980 lehrte er Biblische Wissenschaften an der Bergischen Universität/Gesamthochschule Wuppertal. Von 1980 an war er als Professor für Neues Testament an der Rheinischen Friedrich-Wilhelms-Universität Bonn tätig, wo er später Ordinarius für Neues Testament wurde und wo ihn eine besondere Freundschaft und Arbeitsgemeinschaft mit dem evangelischen Neutestamentler Erich Gräßer verband.
Merklein war seit 1997 Mitglied der Nordrhein-Westfälischen Akademie der Wissenschaften. Als Vorsitzender des Katholischen Bibelwerkes und Fachberater für Neues Testament beim Lexikon für Theologie und Kirche genoss er hohes Ansehen. Während seines Studiums in Bamberg wurde er 1959 Mitglied der katholischen Studentenverbindung W.K.St.V. Unitas Henritia Bamberg. 
1999 erlag er seiner schweren Krebserkrankung.

## Werke
- Das kirchliche Amt nach dem Epheserbrief. Studien zum Alten und Neuen Testament; Stuttgart: Kösel, 1973; ISBN 3-466-25333-0
- mit anderen: Biblische Randbemerkungen. Schülerfestschrift für Rudolf Schnackenburg zum 60. Geburtstag; Würzburg: Echter, 1974
- Die Gottesherrschaft als Handlungsprinzip. Untersuchung zur Ethik Jesu; Würzburg: Echter, 1984; ISBN 3-429-00548-5
- Studien zu Jesus und Paulus; Tübingen: Mohr (Siebeck), 1987; ISBN 3-16-145151-1
- Jesu Botschaft von der Gottesherrschaft; Stuttgart: Katholisches Bibelwerk, 1989; ISBN 3-460-04112-9
- Neues Testament und Ethik; Freiburg u. a.: Herder 1989; ISBN 3-451-21008-8
- (Hg.): Neues Testament und Ethik: [Festgabe] für Rudolf Schnackenburg; Freiburg im Breisgau, Basel, Wien: Herder, 1989; ISBN 3-451-21008-8
- Die Jesusgeschichte – synoptisch gelesen; Stuttgart: Katholisches Bibelwerk, 1994; ISBN 3-460-04561-2
- Studien zu Jesus und Paulus II. Wissenschaftliche Untersuchungen Zum Neuen Testament; Tübingen: Mohr Siebeck, 1998; ISBN 3-16-146863-5
- Der erste Brief an die Korinther, Kap. 1–4; ÖTK 7,1; GTB 511; Gütersloh: Gütersloher Verlagshaus, 1992; ISBN 3-579-00511-1
- Der erste Brief an die Korinther, Kap. 5,1–11,1; ÖTK 7,2; GTB 512; Gütersloh: Gütersloher Verlagshaus, 2000; ISBN 3-579-00512-X
- mit Marlis Gielen: Der erste Brief an die Korinther, Kap. 11,2–16,24; ÖTK 7,3; GTB 513; Gütersloh: Gütersloher Verlagshaus, 2005; ISBN 3-579-00551-0

## Herausgeberschaft
- Ökumenischer Taschenbuchkommentar zum Neuen Testament (ÖTK)
- Jahrbuch für Biblische Theologie
- Zeitschrift Welt und Umwelt der Bibel